# Effet barrière
 (juin 2021).
La mise en forme du texte ne suit pas les recommandations de Wikipédia : il faut le « wikifier ».
Les points d'amélioration suivants sont les cas les plus fréquents :
- Les titres sont pré-formatés par le logiciel. Ils ne sont ni en capitales, ni en gras.
- Le texte ne doit pas être écrit en capitales (les noms de famille non plus), ni en gras, ni en italique, ni en « petit »…
- Le gras n'est utilisé que pour surligner le titre de l'article dans l'introduction, une seule fois.
- L'italique est rarement utilisé : mots en langue étrangère, titres d'œuvres, noms de bateaux, etc.
- Les citations ne sont pas en italique mais en corps de texte normal. Elles sont entourées par des guillemets français : « et ».
- Les listes à puces sont à éviter, des paragraphes rédigés étant largement préférés. Les tableaux sont à réserver à la présentation de données structurées (résultats, etc.).
- Les appels de note de bas de page (petits chiffres en exposant, introduits par l'outil «  Source ») sont à placer entre la fin de phrase et le point final[comme ça].
- Les liens internes (vers d'autres articles de Wikipédia) sont à choisir avec parcimonie. Créez des liens vers des articles approfondissant le sujet. Les termes génériques sans rapport avec le sujet sont à éviter, ainsi que les répétitions de liens vers un même terme.
- Les liens externes sont à placer uniquement dans une section « Liens externes », à la fin de l'article. Ces liens sont à choisir avec parcimonie suivant les règles définies. Si un lien sert de source à l'article, son insertion dans le texte est à faire par les notes de bas de page.
- La présentation des références doit suivre les conventions bibliographiques. Il est recommandé d'utiliser les modèles {{Ouvrage}}, {{Chapitre}}, {{Article}}, {{Lien web}} et/ou {{Bibliographie}}. Le mode d'édition visuel peut mettre en forme automatiquement les références.
- Insérer une infobox (cadre d'informations à droite) n'est pas obligatoire pour parachever la mise en page.

Pour une aide détaillée, merci de consulter Aide:Wikification.
Si vous pensez que ces points ont été résolus, vous pouvez retirer ce bandeau et améliorer la mise en forme d'un autre article.
L'effet barrière, ou encore "barrière naturelle", est un phénomène connu tant en biologie (agroalimentaire, santé, écologie) qu'en chimie où on parle volontiers de réaction barrière, où un à plusieurs facteurs (agent chimique, agent physique, agent biologique) s'opposent à un changement d'état (diffusion, détérioration, etc.) d'un sujet (aliment, organisme vivant, répartition de population, etc.).

## Agroalimentaire
Au cours de l'histoire de l'humanité sont retrouvées de nombreuses traces de transformation et conservation des aliments. Parmi les nombreux témoignages qui en sont retrouvés, les poteries en particulier sont utilisées dès le Paléolithique pour ce faire.
Nos aliments subissent divers processus afin de préserver leur innocuité tant au cours de la transformation que pendant le transport et le stockage afin d'une part d'être consommés en toute sécurité, mais aussi pour préserver autant que possible leurs propriétés organoleptiques.
Plusieurs méthodes existent :
- transformation par : séchage, salaison, fumaison, saumure, lyophilisation... qui ont pour principal effet de modifier l'activité de l'eau, voire de modifier le pH, avec ou sans flore additionnelle, opposant ainsi une barrière physico-chimique à certains changements (fermentation, oxydation)
- fermentation : la flore additionnelle d'intérêt, appelée ferment, va d'une part modifier les propriétés organoleptiques, mais surtout limiter l'implantation de germes délétères par occupation du terrain
- conserves, pasteurisation, stérilisation UHT, tyndallisation
- chaîne du froid
- emballages : certains packagings sont particulièrement élaborés, allant de multiples couches plastiques dont les propriétés intrinsèques aident à la conservation du contenu jusqu'à l'utilisation de gaz retardant l'oxydation[3]

En France notamment, le décret 2007-628 et le décret n°88-1203 réglementent les fromages et les laits fermentés. Par exemple les yaourts ne peuvent être additionnés de conservateurs puisqu'ils possèdent une flore vivante servant normalement de barrière.
La préservation des aliments a malheureusement un certain coût environnemental, obligeant à repenser nos modes de production et recyclage.

## Santé
Les exemples abondent dans le domaine de la santé.
Par exemple le microbiote intestinal conjugué au mucus intestinal constituent une barrière majeure pour contrer les pathogènes issus de l'alimentation. Cette barrière est à la fois d'ordre mécanique (paroi intestinale, mucus), chimique (micropeptides antibactériens), immunitaire (leucocytes, cellules dendritiques), et microbiologique.

## Écologie
La dénomination "barrière naturelle" recouvre de nombreuses fonctions en écologie. Le plus souvent il s'agit de facteurs physiques limitant les diffusions et mouvements de populations. Ces facteurs peuvent être de toute nature : reliefs, fleuves, estuaires, températures, pression, hygrométrie, régime des vents ou des courants, etc. Le facteur orographique peut manifester un effet barrière pour les flux atmosphériques (masses d'air, vents), ayant une incidence sur la pluviométrie et les températures.
Cet effet barrière peut être causé par des superstructures anthropiques : barrages, routes, urbanisme, etc.

## Chimie
Il peut exister plusieurs barrières à une réaction chimique. Parmi les exemples populaires est souvent cité le triangle du feu :
- barrière énergétique (nécessite une énergie d'activation)
- manque de réactifs
- excès de produits dans une réaction partielle et réversible